# Soulèvement géorgien d'août 1924
Le soulèvement d'août 1924 (en géorgien : აგვისტოს აჯანყება, agvist'os adjanqeba) est une insurrection infructueuse contre la domination soviétique en république socialiste soviétique de Géorgie : elle s'est déroulée de fin août à début septembre 1924.
Ayant pour objectif de restaurer l'indépendance de la Géorgie - intégrée à l'Union soviétique - le soulèvement est mené par le « Comité pour l'indépendance de la Géorgie » (DAMKOM), un groupe d'organisations politiques antisoviétiques présidé par le Parti ouvrier social-démocrate géorgien, héritier des mencheviks. L'insurrection est l'aboutissement de trois années de révoltes contre le régime bolchevique, régime établi au début de 1921 par l'Armée rouge de la Russie soviétique après une offensive militaire contre la république démocratique de Géorgie. Elle sera étouffée par l'Armée rouge et les troupes de la Tchéka opérant sous les ordres de Joseph Staline et Grigory Ordjonikidzé, et sera suivie par une vague de répressions massives durant lesquelles plusieurs milliers de citoyens géorgiens sont éliminés. Le soulèvement d'août se révèle être l'une des dernières rébellions majeures contre le gouvernement soviétique et sa défaite marque l'établissement final de la domination soviétique en Géorgie.

## Contexte
La Géorgie est proclamée république socialiste soviétique le 25 février 1921 après la prise de Tiflis (Tbilissi), la capitale de la Géorgie, par l'Armée rouge, qui contraint le gouvernement de la république démocratique de Géorgie à l'exil.
La légitimité du nouveau régime se révèle difficile à établir. Durant les trois premières années de pouvoir, les Bolcheviks ne parviennent pas à recruter plus de 10 000 personnes, alors que le Parti ouvrier social-démocrate géorgien reste populaire et compte plus de 60 000 membres. L'indépendance de 1918-1921, même éphémère, a joué un rôle crucial pour le réveil national de la Géorgie, déclenchant un large soutien en faveur du Parti ouvrier social-démocrate géorgien. La soviétisation forcée et la perte d'une partie importante de territoire pré-soviétique au profit de la Turquie, de l'Arménie, de l'Azerbaïdjan et de la Russie contribuent à la naissance d'une opposition au nouveau régime. Le gouvernement bolchevique dirigé par le Revkom (Comité révolutionnaire) géorgien, jouit d'un si insignifiant soutien parmi la population qu'il doit envisager de se préparer à faire face à une insurrection ou même à une guerre civile. Les Bolcheviks avaient limité leurs rapports avec la paysannerie géorgienne, qui est majoritairement opposée à la collectivisation et est mécontente du manque de terres libres ainsi que des troubles économiques. La situation dans le pays est en outre aggravée par un début de famine et par l'apparition durant l'été 1921 d'une épidémie de choléra dans plusieurs régions, causant plusieurs milliers de victimes. Le manque de nourriture et la disparition des services médicaux se traduisent par un fort taux de mortalité, le Catholicos-Patriarche Léonide faisant partie des morts de cette période. Dans ce contexte de graves difficultés, la classe ouvrière de Géorgie - fortement politisée - est hostile au nouveau régime, tout comme l'intelligentsia nationale et la noblesse qui avaient juré allégeance à la république démocratique de Géorgie. Une transition retardée du pouvoir du Revkom vers le système des soviets, la subordination des organisations de travailleurs et des syndicats de commerce aux comités du Parti communiste, et la politique de centralisation de Moscou créent un mécontentement général, y compris parmi les travailleurs multi-ethniques de Tiflis qui pourtant sympathisaient avec les doctrines communistes.
Le mécontentement constaté au sein de la société géorgienne se reflète au sein des Bolcheviks : un conflit existe sur les moyens à utiliser pour que la transformation sociale et politique soit achevée en Géorgie. Les partisans de la ligne dure dirigés par Grigory Ordjonikidzé, chef du Comité régional transcaucasien (Zakkraïkom) du Parti communiste russe, et Joseph Staline, Commissaire du Peuple pour les Nationalités de la RSFS de Russie, lancent une série de mesures visant à l'élimination des derniers restes de souveraineté de la Géorgie. Ils s'opposent à un groupe de Bolcheviks géorgiens - décrits comme des « déviationnistes nationalistes » et menés par Philippe Makharadzé et Boudou Mdivani - qui préconisent la tolérance envers l'opposition sociale-démocrate, une plus grande démocratie au sein du parti, une approche modérée envers les réformes terriennes et, plus que tout, une plus grande autonomie vis-à-vis de Moscou : ils refusent obstinément le projet de Joseph Staline consistant à unifier les trois républiques transcaucasiennes économiquement et politiquement. La crise, connue sous le nom d'« Affaire géorgienne », dure jusqu'à la fin de 1922 et s'achève avec la victoire des partisans de la ligne dure. La Géorgie est unie de force aux républiques arménienne et azerbaïdjanaise pour former la RSFS de Transcaucasie, une décision qui bafoue la fierté nationale géorgienne. Avec la défaite des « déviationnistes nationalistes », la politique des Bolcheviks devient de plus en plus agressive ; toute forme d'opposition est sévèrement étouffée ; les partis gardant un statut légal sont forcés d'annoncer leur dissolution et déclarent leur loyauté officielle aux autorités soviétiques entre avril 1922 et octobre 1923. Ceux continuant à opérer doivent le faire secrètement. L'Église orthodoxe de Géorgie est également persécutée ; plus de 1 500 églises et monastères sont fermés ou démolis et plusieurs membres du clergé sont mis en prison, dont le Catholicos-Patriarche Ambrose qui est arrêté pour avoir essayé d'envoyer une lettre de protestation à la Conférence de Gênes de 1922 dans laquelle il décrit les conditions dans lesquelles vit la Géorgie depuis l'invasion de l'Armée rouge et implore l'« aide du monde civilisé ».

## Préparations

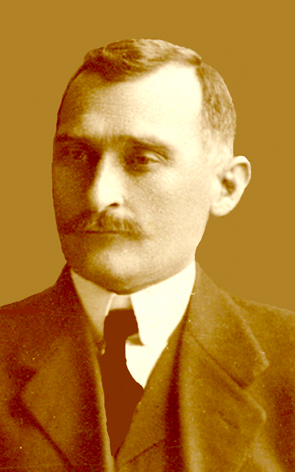
Le prince Koté Andronikachvili, président du Damkom (1923-1924).

En 1921, lors de l'invasion de l'Armée rouge, une partie des forces géorgiennes vaincues s'était retirée dans les montagnes et s'était organisée en plusieurs petits groupes partisans. De 1921 à 1922, des guérillas éclatent dans certaines régions de Géorgie. En mai 1921, les hauteurs de Svanétie (nord-ouest de la Géorgie), dirigées par Mosestro Dadéchkéliani, Nestor Gardapkhadzé et Bidzina Pirvéli se soulèvent ; après une résistance de six mois, la révolte est étouffée et ses chefs sont éliminés. Au début de 1922, une rébellion contre le pouvoir soviétique éclate en Khevsourétie, une autre région montagneuse au nord-est du pays, mais les troupes soviétiques, utilisant l'aviation, parviennent à empêcher sa généralisation, sans pouvoir la vaincre entièrement. Le colonel Kakoutsa Tcholokhachvili, qui la menait, parvient à se réfugier en Tchétchénie voisine et lance plusieurs incursions en Géorgie, empêchant les Bolcheviks de constituer un bastion dans les montagnes de Géorgie orientale. Le chef de milice local Lévan Razikachvili est arrêté et plus tard exécuté pour avoir aidé la rébellion.
Toutefois, ces révoltes ne sont que locales et spontanées et n'attirent guère de larges masses. Entre 1922 et 1923, 33 des 57 milices de guérillas actives sont dissoutes ou se rendent aux autorités soviétiques. La situation difficile de l'opposition antisoviétique oblige les plus importants groupes secrets à rechercher une meilleure coopération. Les négociations se déroulent lentement : ce n'est pas avant la mi-1922 que le Parti ouvrier social-démocrate géorgien arrive à un accord avec son ancien rival (le Parti national-démocrate géorgien) et d'autres groupes politiques afin de coordonner leurs efforts contre les Bolcheviks. Bientôt, les partis d'opposition s'unifient au sein d'un mouvement secret connu sous le nom de Comité pour l'indépendance de la Géorgie ou « Damkom » (abrégé de damooukideblobis komiteti, « Comité pour l'indépendance »). Soutenu par l'ancien gouvernement social-démocrate géorgien en exil, le Damkom commence à se préparer pour un soulèvement général en Géorgie. L'organisation met en place un « Centre militaire » et nomme le général Spiridon Tchavtchavadzé comme commandant en chef de toutes les forces rebelles. Plusieurs membres du Parti ouvrier social-démocrate géorgien en exil reviennent clandestinement en Géorgie, dont l'ancien ministre de l'Agriculture Noé Khomériki, l'ancien commandant de la Garde populaire Valiko Djoughéli et l'ancien maire de Tiflis Bénia Tchkhikvichvili. Les organisateurs, encouragés par les émigrations géorgiennes d'Europe, ont toujours l'espoir d'une aide des puissances occidentales. Ils espèrent également qu'une révolte géorgienne inciterait à la rébellion d'autres peuples caucasiens, mais les négociations secrètes avec les nationalistes arméniens et azerbaïdjanais s'achèvent sans résultat ; des pourparlers encore plus engagés avec le chef musulman tchétchène Ali Mitaïev sont finalement avortés en raison des arrestations massives et des répressions au Nord-Caucase.
La branche géorgienne de la police soviétique secrète, la Tchéka, avec un chef-adjoint récemment nommé - Lavrenti Béria qui jouera un rôle majeur -, parvient à pénétrer l'organisation et mène des arrestations massives. Le célèbre militant social-démocrate David Saguirachvili est arrêté, puis déporté en Allemagne en octobre 1922 avec 62 autres sociaux-démocrates . Une lourde perte affaiblit l'opposition géorgienne en février 1923 lorsque quinze membres du Centre militaire sont arrêtés. Parmi ceux-ci, se trouvent les principaux chefs du mouvement de résistance dont les généraux Koté Abkhazi, Alexandre Andronikachvili et Varden Tsouloukidzé ; ils sont tous exécutés le 19 mai 1923. En mars 1923, la Tchéka découvre une imprimerie sociale-démocrate secrète et arrête plusieurs opposants. Les chefs sociaux-démocrates Noé Khomériki, Bénia Tchkhikvichvili et Valiko Djoughéli tombent à leur tour dans les mains de la Tchéka, respectivement les 9 novembre 1923, 25 juillet 1924 et 6 août 1924.
En ces circonstances, certains Géorgiens doutent du succès de l'éventuel soulèvement. Le chef rebelle capturé Djoughéli demande alors aux dirigeants de la Tchéka de l'autoriser à aller informer ses camarades de la découverte de leurs plans et de leur conseiller d'abandonner la révolte projetée, mais la Tchéka refuse. Le message de Valiko Djoughéli parvient tout de même aux rebelles : les conspirateurs décident que ce message pourrait être une provocation tchékiste et continuent à élaborer leurs plans de soulèvement.
Plusieurs indications prouvent que le renseignement soviétique a été, à un certain niveau, impliqué dans la provocation du soulèvement. La Tchéka, employant des agents secrets dans les cercles sociaux-démocrates locaux, est très informée de la conspiration et du mécontentement populaire envers la domination bolchevique. Instruit par Joseph Staline et Grigory Ordjonikidzé, Lavrenti Béria et son supérieur Kvantaliani encouragent de fait la rébellion, dans le but de trouver un prétexte à l'élimination de toute opposition politique et à atteindre des buts personnels contre leurs anciens rivaux de Géorgie,.

## Révolte et réaction

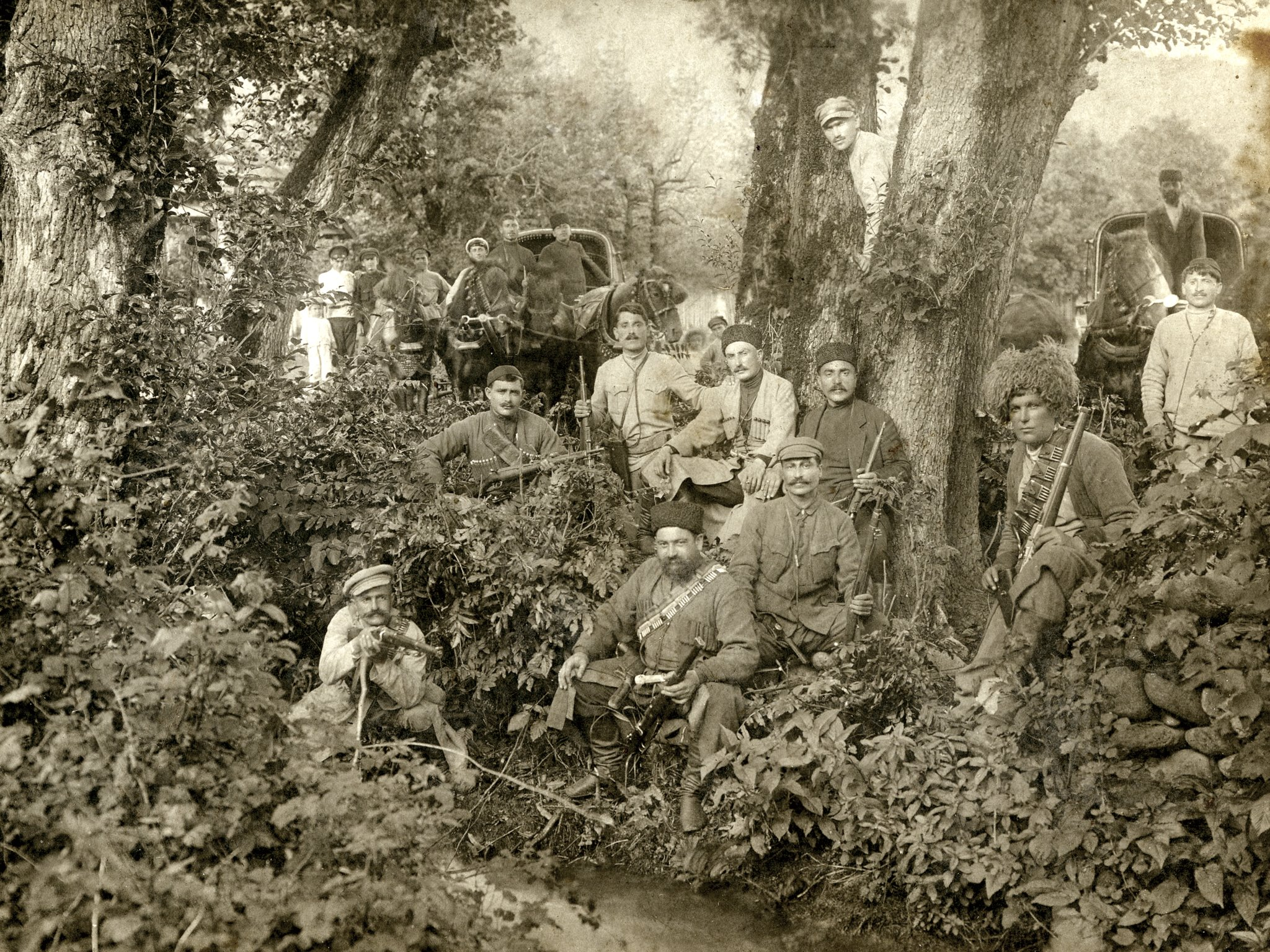
Serment de Fidélité (შეფიცულები)

Le 18 août 1924, le Damkom lance ses plans pour une insurrection générale prévue le 29 août à 2 h. Le plan d'un soulèvement simultané échoue toutefois et, en raison de certains malentendus, la ville minière de Tchiatoura (Géorgie occidentale) entre en rébellion un jour plus tôt que la date prévue, le 28 août. Cela permet au gouvernement soviétique de mettre toutes ses forces de la région en alerte. Mais les insurgés obtiennent au début un succès considérable et forment un gouvernement intérimaire de Géorgie, présidé par le prince Guiorgui Tsérétéli. Le soulèvement se propage rapidement aux régions voisines, une large portion de la Géorgie occidentale et plusieurs districts de Géorgie orientale se libèrent du pouvoir soviétique.
Le succès est toutefois éphémère. Même si l'insurrection va au-delà des prévisions de la Tchéka, la réaction des autorités soviétiques reste prompte. Joseph Staline dissipe tout doute à Moscou sur l'importance du désordre en Géorgie grâce à un seul mot : « Kronstadt », en référence à la Révolte de Kronstadt, une grande mais infructueuse mutinerie de marins soviétiques en 1921. Des troupes additionnelles de l'Armée rouge, sous le commandement général de Semion Pougatchev, sont rapidement envoyées au combat et les côtes de la Géorgie sont bloquées pour empêcher un débarquement de groupes d'émigrés géorgiens. Des détachements de l'Armée rouge et de la Tchéka attaquent les premières villes insurgées de Géorgie occidentale (Tchiatoura, Senaki, Abacha) dès le 29 août et parviennent à obliger les rebelles à se replier dans les forêts et les montagnes dès le 30 août. Les forces de l'Armée rouge emploient l'artillerie et l'aviation pour combattre les guérillas qui continuent à offrir une résistance, notamment dans la province de Gourie, province natale de plusieurs chefs sociaux-démocrates géorgiens et majoritairement opposée à la domination soviétique. Tiflis, Batoumi et quelques grandes villes où les Bolcheviks, sont plus implantés, restent silencieuses tout comme l'Abkhazie et les territoires majoritairement habités par des minorités ethniques.
À la suite du revers infligé aux insurgés à l'ouest, l'épicentre de la révolte se déplace en Géorgie orientale où, le 29 août, une importante force rebelle commandée par le colonel Kakoutsa Tcholokhachvili attaque la base de l'Armée rouge à Manglissi, aux approches sud-ouest de Tiflis : elle est repoussée par les troupes soviétiques qui avaient lourdement fortifié toutes les positions stratégiques autour et au sein de la capitale. Les renforts échouent et les forces de Kakoutsa Tcholokhachvili se retrouvent isolées : elles se retirent à l'est en Kakhétie. Le 3 septembre, Kakoutsa Tcholokhachvili tente de retourner la situation et prend la ville de Doucheti lors d'une attaque surprise. Toutefois, il ne peut contenir une contre-offensive de l'Armée rouge et se retire dans les montagnes. La défaite de la rébellion est accompagnée d'un déclenchement de Terreur rouge « sans précédent, mais aux moments les plus tragiques de la révolution », comme le dit l'auteur français Boris Souvarine. La résistance militaire dispersée continue pendant plusieurs semaines, mais, dès la mi-septembre la majorité des principaux groupes rebelles est détruite.
Le 4 septembre, la Tchéka découvre la base des conjurés au monastère de Chio-Mgvime, près de la ville de Mtskhéta, et arrête le prince Andronikachvili (président du Damkom) et ses associés, Djavakhichvili, Ichkhnéli, Djinoria et Botchorichvili. Le même jour, Lavrenti Béria rencontre les opposants arrêtés à Tiflis et fait une proposition de déclaration appelant les partisans à déposer les armes. Les membres du comité, en captivité et faisant face à la mort eux-mêmes, acceptent la proposition avec la condition qu'un ordre d'interruption des exécutions massives soit diffusé immédiatement. Lavrenti Béria accepte à son tour et les rebelles signent la déclaration dans le but de mettre un terme à l'effusion de sang.

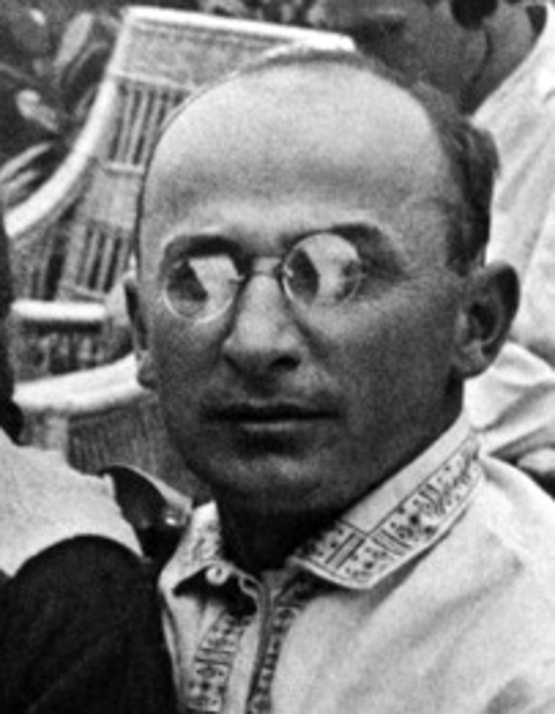
L'officier de sécurité Lavrenti Béria accède au pouvoir à la suite de son rôle dans la défaite de la révolte.

Toutefois, la répression n'est pas interrompue. En violation de la promesse faite par Lavrenti Béria aux chefs opposants arrêtés, les arrestations et exécutions massives se poursuivent. Le commandement politique des opérations anti-révolte est menée par le chef du Guépéou géorgien, Solomon Moguilevski. L'action de la Tchéka et du Guépéou est largement supportée par le Comité central transcaucasien. Joseph Staline lui-même est cité comme avoir dit que « toute la Géorgie doit être écrasée ».
Par une série de raids, les détachements de l'Armée rouge et de la Tchéka tuent des milliers de civils, exterminant des familles entières, dont les femmes et les enfants,. Des exécutions de masse se produisent dans les prisons, les gens sont tués sans procès, même ceux qui se trouvaient en prison lors de la rébellion. Des centaines de prisonniers sont directement abattus dans des coffres de wagons, afin que les corps soient retirés plus facilement, une nouvelle et efficace tactique inventée par l'officier de la Tchéka Talakhadzé.
Le nombre exact des victimes reste inconnu. Approximativement 3 000 combattants meurent au combat. Le nombre des victimes exécutées durant le soulèvement - ou immédiatement après - s'élève à 7 000-10 000 individus, (peut-être plus). D'après les plus récents témoignages inclus dans Le Livre noir du communisme (Harvard University Press, 1999), 12 578 personnes sont mises à mort entre le 29 août et le 5 septembre. Environ 20 000 personnes sont déportés en Sibérie et dans les déserts d'Asie centrale,.

## Conséquences
L'information de l'étendue de la répression provoque l'indignation des socialistes étrangers. Les dirigeants de la IIe Internationale envoient une résolution à la Société des Nations condamnant le gouvernement soviétique, sans résultat efficace. Clara Zetkin, une influente social-démocrate allemande, tente alors de contrer cette publicité négative : elle visite Tiflis et diffuse un document sur la Géorgie, dans lequel elle maintient que seules 320 personnes ont été exécutées. La colère de l'opinion publique provoque des réactions à Moscou : le gouvernement central presse le Politburo de constituer une commission d'enquête sur les causes du soulèvement et sur les activités de la Tchéka durant son élimination. La commission est menée par Grigory Ordjonikidze. En octobre 1924, à la suite de la publication du rapport d'enquête, certains membres de la Tchéka géorgienne sont purgés en tant qu'éléments douteux : ils sont probablement désignés comme boucs-émissaires pour les atrocités commises. Ordjonikidzé lui-même admet avant une réunion du Comité central à Moscou en octobre 1924 que « nous sommes allés peut-être un peu trop loin, mais nous ne pouvions pas nous contrôler ». Le 7 octobre 1924, l'administration soviétique (Sovnarkom ; « Conseil des commissaires du peuple ») de Géorgie déclare une amnistie à tous les participants de la révolte qui se rendraient volontairement. Au début de mars 1925, le président du Comité exécutif de toute l'Union, Mikhaïl Kalinine, arrive en Géorgie, appelle à une amnistie des participants à l'insurrection d'août 1924 et à une suspension des persécutions religieuses. La mainmise de la Tchéka sur la Géorgie est relativement allégée (par exemple, le Catholicos-Patriarche Ambrose et les membres du Conseil patriarcal sont relâchés), la pacification militaire est terminée et une apparente normalité revient sur le pays. Les Géorgiens ont grandement souffert, créant un choc dont ils ne seront jamais capables de se remettre entièrement. Le soulèvement se révèle être leur dernier effort pour renverser le régime bolchevique et rétablir leur indépendance. La partie la plus pro-indépendance de la société géorgienne, incluant la noblesse, les officiers militaires et les élites intellectuelles, est totalement exterminée. Seuls quelques survivants, tels que Tcholokhachvili, Lachkarachvili et quelques-uns de leurs compagnonsparviennent à se réfugier à l'étranger. Le dernier survivant de l'insurrection de 1924, Georges Lomadzé meurt à Paris en mars 2005. L'ancien ministre social-démocrate géorgien Irakli Tsérétéli considèrera l'événement comme désastreux pour le futur de la démocratie sociale, tout comme pour celui de la Géorgie,. L'échec du soulèvement et les répressions policières intenses qui suivent ont décimé le Parti ouvrier social-démocrate géorgien en Géorgie et celle-ci n'est plus une menace pour les Bolcheviks. Toutefois, Lavrenti Béria et ses collègues continueront à utiliser le « danger menchevik » pour des persécutions en Géorgie. Entre [1925 et 1926, au moins 500 sociaux-démocrates seront abattus sans procès.
Le soulèvement sera également exploité comme prétexte pour contrôler l'université de Tiflis, qui est vue par les Bolcheviks comme un abri du nationalisme géorgien. Malgré le fait que plusieurs importants académiciens qui soutenaient ou même participaient au mouvement antisoviétique se soient écartés eux-mêmes de l'idée d'une révolte armée et soient allés jusqu'à la dénoncer dans une déclaration spéciale, l'université sera purgée de ses éléments douteux et placée sous contrôle du Parti communiste. Des changements substantiels seront faits à sa structure, son curriculum et son personnel, dont le limogeage du recteur Ivane Djavakhichvili, un historien célèbre.
Les événements ont aussi démontré la nécessité pour de plus grandes concessions à la paysannerie ; Joseph Staline déclarera que le soulèvement d'août 1924 en Géorgie a été accompagné d'un mécontentement parmi les paysans et appellera le parti à les concilier. Il admettra que « ce qui s'est passé en Géorgie peut se produire à travers la Russie, excepté si nous faisons un changement complet de notre attitude envers la paysannerie » et placera la responsabilité des erreurs commises à des dignitaires subordonnés. Viatcheslav Molotov, un influent membre du Politburo, déclarera pour sa part : « la Géorgie présente un exemple saisissant de la brèche existant entre le parti et la masse de la paysannerie du pays ». En conséquence, le Parti communiste géorgien choisira temporairement l'utilisation d'une méthode de persuasion pacifique plutôt que celle d'une coercition armée afin d'étendre son influence sur la masse paysanne : il modérera les tentatives de renforcement de la collectivisation. La liberté relative accordée aux paysans réduira leur hostilité vis-à-vis du régime soviétique. Même si les derniers attributs de la souveraineté économique et politique de la Géorgie, principes que les sociaux-démocrates et les « communistes nationalistes » avaient défendus, seront éliminés, la victoire finale du pouvoir soviétique en Géorgie sera accompagnée d'une croissance économique modérée, assurant une stabilité relative dans le pays. La politique de « nativisation » prônée par le gouvernement soviétique durant les années 1920 sera un autre facteur important de diminution de l'opposition aux Bolcheviks, particulièrement venant de l'intelligentsia ; l'art, la langue et l'éducation géorgienne seront promus ; l'extension de l'alphabétisation sera supportée et le rôle des Géorgiens ethniques dans les institutions culturelles et administratives sera revalorisé.

## Héritage, interprétations historiques

### Héritage
Dans l'Union soviétique, le soulèvement d'août 1924 restera un sujet tabou et rarement mentionné, si ce n'est dans son contenu idéologique. Utilisant son contrôle sur l'éducation et les médias, la machine de propagande soviétique dénoncera la rébellion géorgienne comme une « aventure sanglante initiée par les sociaux-démocrates et d'autres forces réactionnaires qui étaient parvenus à impliquer une petite partie - sous-éduquée - de la population ».
Avec la nouvelle vague de mouvements indépendantistes se propageant à travers la Géorgie durant les années 1980, les combattants antisoviétiques de 1924 ont été vus comme un important symbole du patriotisme géorgien et de la résistance nationale à la domination soviétique, particulièrement le dirigeant des partisans Kakoutsa Tcholokhachvili.
Le processus de « réhabilitation » des victimes des répressions des années 1920 commencera sous la politique de Glasnost (« publicité des débats ») de Gorbatchev et se terminera avec le décret du 25 mai 1992 proclamé par le Conseil d'État de la république de Géorgie présidé par Édouard Chévardnadzé.
En liaison avec l'ouverture du Musée de l'occupation soviétique en mai 2006, des archives ont été rendues publiques par le ministère de l'Intérieur de Géorgie, qui a commencé à publier la liste des noms des victimes des purges de 1924 avec d'autres documents de l'ère soviétique secrètement gardés.

### Interprétations historiques
Les multiples interprétations historiques de ce soulèvement ont varié au cours du temps, et varient encore aujourd'hui.
Déjà en 1924, au sein de l'appareil soviétique, Bolcheviks géorgiens et Bolcheviks moscovites (s'ils ont tous couvert la répression) variaient dans leurs analyses (résistance à la collectivisation et difficultés d'approvisionnement pour les uns, menées contre-révolutionnaires pour les autres). Pourtant une première histoire officielle s'écrira et demeurera durant 70 années.
Au sein de l'émigration politique géorgienne de l'époque, les différences de point de vue étaient encore plus marquées ; d'un côté l'obédience sociale-démocrate était elle-même divisée (la majorité souhaitant attirer l'attention de la communauté internationale sur le sort de la Géorgie et ne pas perdre le contrôle d'un soulèvement qui aurait pu être organisé sans elle, la minorité estimant les forces en présence trop disproportionnées et le prix à payer trop fort pour le peuple géorgien), de l'autre côté l'obédience nationale-démocrate (particulièrement bien implantée dans les milieux militaires géorgiens) ne disposait pas des relais clandestins sur tout le territoire et reprochait le manque de préparation de l'extérieur. Cette dualité se retrouve aujourd'hui au sein des diasporas géorgiennes dans les interprétations et les commémorations, et tente d'écrire deux histoires officielles parallèles.
Afin de conforter l'exercice de leur pouvoir, les quatre présidents géorgiens qui se sont succédé depuis le retour à l'indépendance en 1991, ont parfois eu tendance à instrumentaliser ce soulèvement et à magnifier ce qui les arrangeaient politiquement, avec l'aide des diasporas géorgiennes. Plus généralement, ce constat s'applique à l'interprétation historique des trois années de la Ire République de 1918 à 1921 et devrait conduire à une extrême prudence vis-à-vis d'une histoire officielle subliminale destinée à rallier les opinions publiques.
Enfin, les quelques historiens et universitaires français, intéressés par cette période de l'histoire de la Géorgie, semblent être restés en proximité de leur parcours personnel et, selon le véhicule utilisé (langue russe antérieurement, langue anglaise plus récemment ou langue géorgienne plus rarement), avoir délivré des analyses à caractère plutôt politique, apportant leur contribution aux histoires officielles.

## Sources
- Présidence de l'Assemblée constituante géorgienne en exil, La Géorgie sous la domination des armées bolchévistes. Éditions de la présidence de l'Assemblée constituante de la république de Géorgie, Paris, 1921.
- Raymond Duguet, Moscou et la Géorgie martyre, Paris, Tallandier, 1927.
- David Charachidzé, Henri Barbusse, les Soviets et la Géorgie, préface de Karl Kautsky. Éditions Pascal, Paris, 1930.
- (en) David Marshall Lang, A Modern History of Georgia, Weidenfeld and Nicolson, Londres, 1962.
- (en) Stephen F. Jones, The Establishment of Soviet Power in Transcaucasia: The Case of Georgia 1921-1928, octobre 1988, Études soviétiques 40, n° 4 (4) : 616-639.
- (en) Roger William Pethybridge, One Step Backwards, Two Steps Forward: Soviet Society and Politics in the New Economic Policy, Oxford University Press, 1990,  (ISBN 019821927X).
- (en) Rudolph J. Rummel, Lethal Politics: Soviet Genocide and Mass Murder Since 1917, Transaction Publishers, 1990,  (ISBN 1560008873).
- (ka) ვალერი ბენიძე (Valeri Benidze), 1924 წლის აჯანყება საქართველოში (Le soulèvement de 1924 en Géorgie), Tbilissi, 1991, სამშობლო (Samchoblo).
- (ka) Akaki Sourgouladze et Paata Sourgouladze, საქართველოს ისტორია, 1783-1990 (Histoire de la Géorgie, 1783-1990), Tbilissi, Meroni, 1991.
- (ka) ლევან ზ. ურუშაძე (Levan Z. Ourouchadze), ქაიხოსრო (ქაქუცა) ჩოლოყაშვილის ბიოგრაფიისათვის (Pour la biographie de Kaïkhosro (Kakoutsa) Tcholokachvili), ამირანი (Amirani), XIV-XV, მონრეალი-თბილისი (Montréal-Tbilissi), p. 147-166,  (ISSN 1512-0449).
- (en) Amy W. Knight, Beria: Stalin's First Lieutenant, Princeton, New Jersey, Princeton University Press, 1993,  (ISBN 0691010935).
- (en) Ronald Grigor Suny, The Making of the Georgian Edition, Indiana University Press, 1994,  (ISBN 0-253-20915-3).
- Markus Wehner, Le soulèvement géorgien de 1924 et la réaction des bolcheviks, Communisme no 42/43/44: 155–170, 1995.
- (en) Ariel Cohen, Russian Imperialism: Development and Crisis, Praeger/Greenwood, 1998,  (ISBN 0275964817).
- Sergo Béria, Béria, mon père. Plon "Critérion", Paris, 1999.  (ISBN 2-2591-9016-2).
- (en) Boris Souvarine, Stalin : A Critical Survey of Bolshevism, Kessinger Publishing, 2005,  (ISBN 1419113070).
- (en) Guia Nodia et Álvaro Pinto Scholtbach, The Political Landscape of Georgia, Eburon Delft, 2006,  (ISBN 9059721136).
- Françoise Thom, Beria, le Janus du Kremlin. Les Éditions du Cerf, Paris, 2013,  (ISBN 978-2-204-10158-5).